# Thao (Volk)

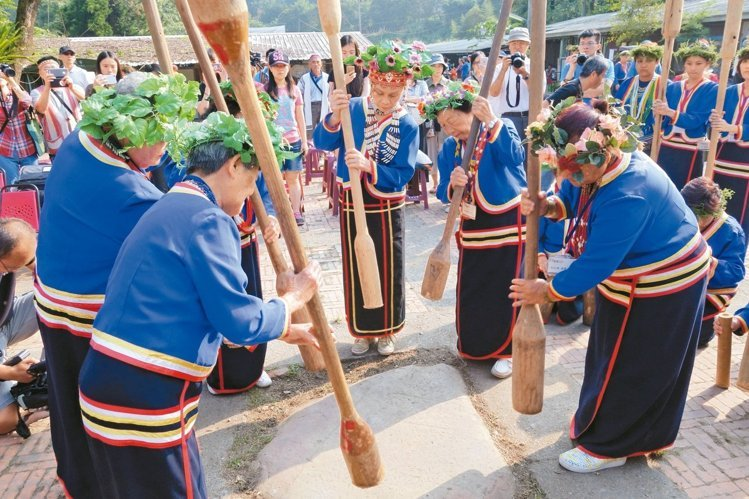
Frauen beim traditionellen Stößellied

Die Thao oder Thau (chinesisch 邵族, Pinyin Shào zú) sind ein indigenes Volk Taiwans, zu dem im Oktober 2024 915 Menschen gezählt wurden. Sie haben seit 2001 den Status eines offiziell anerkannten Ureinwohnervolks der Republik China (Taiwan) und leben am Sonne-Mond-See und in der Gemeinde Shuili im zentraltaiwanischen Landkreis Nantou.

## Geschichte

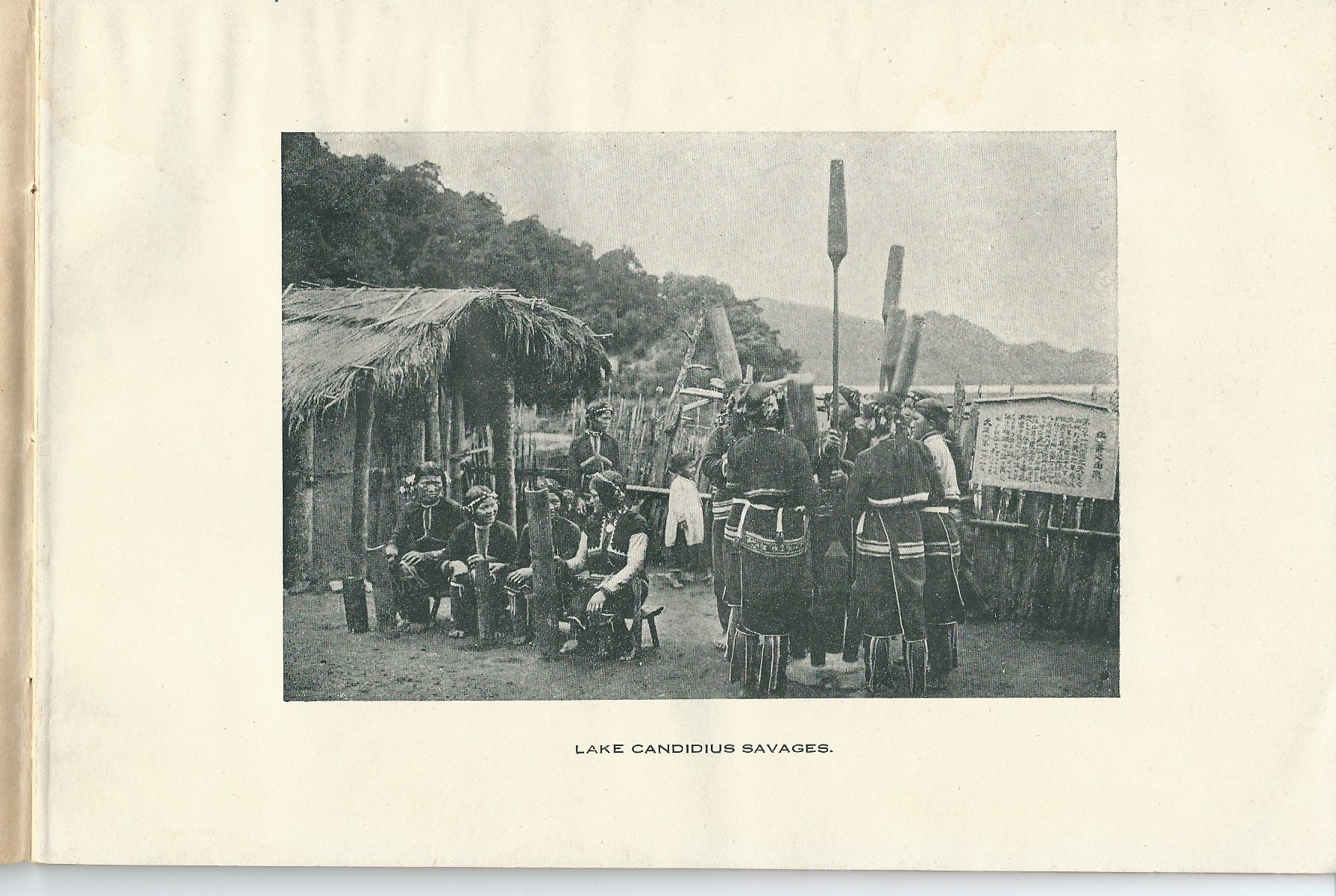
Thao-Frauen am Sonne-Mond-See (1926)

Einer Sage des Volkes nach lebten die Thau einst in der Jianan-Ebene. Eines Tages verfolgten sie auf der Jagd eine weiße Hirschkuh und kamen ans südliche Ufer des Sonne-Mond-Sees. Hier erschien ihnen eine weiß gekleidete Frau, die ihnen verkündete, die Hirschkuh gewesen zu sein. Sie habe sie zum See geführt, um ihnen diese gute Gegend als Wohnort anzuweisen. Die Thao ließen sich hier nieder und lebten von Jagd, Fischfang und Landwirtschaft (Reis, Süßkartoffeln, Taro, später Erdnüsse und Mais).
Zur Zeit der japanischen Herrschaft über Taiwan (1895–1945) mussten die Thao ihr angestammtes Wohngebiet verlassen, als der Sonne-Mond-See durch ein Staubecken erweitert wurde, das ihr Gebiet überflutete. Sie siedelten sich weiter östlich an einem Ort an, der heute Ita Thao (依達邵 Yida Shao) heißt. Andere Thao zogen ins südwestlich gelegene Shuili um. Diese beiden Orte bilden heute die Siedlungszentren des Volkes.

## Gegenwart
Bereits zur japanischen Kolonialzeit waren der Sonne-Mond-See sowie die Thao und ihre Traditionen eine touristische Attraktion. Diese Entwicklung setzte sich nach der Übernahme Taiwans durch die Republik China fort. Einerseits profitieren die Thao wirtschaftlich vom Tourismus, betreiben Hotels und Gastronomie. Andererseits führte der Massentourismus zu einer Erodierung der traditionellen Lebensweise und Sprache.
Das Jiji-Erdbeben am 21. September 1999 fügte der Thao-Gemeinschaft schweren Schaden zu, 95 % ihrer Wohnhäuser wurden zerstört.

## Kultur

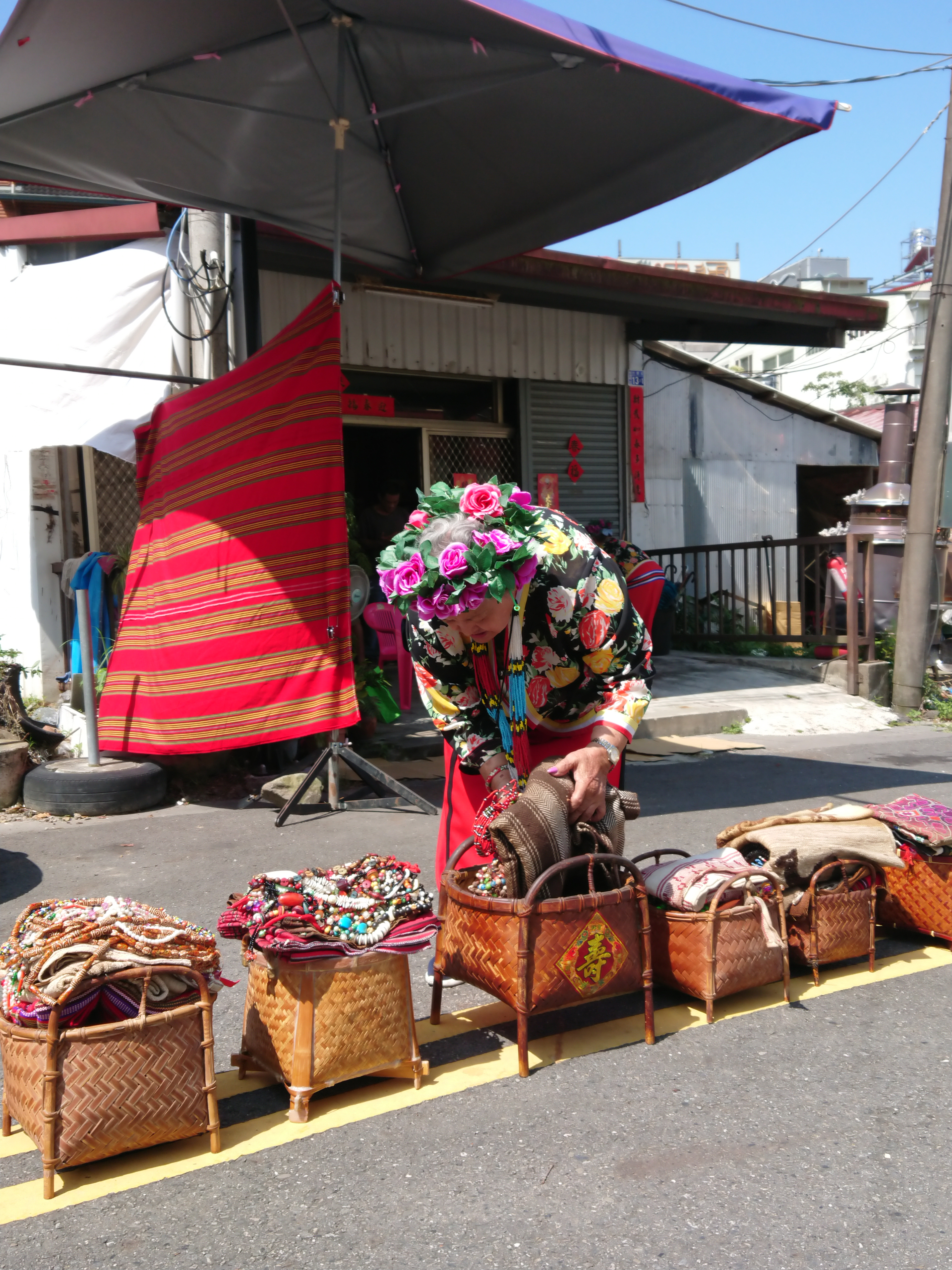
Ahnengeistkörbe

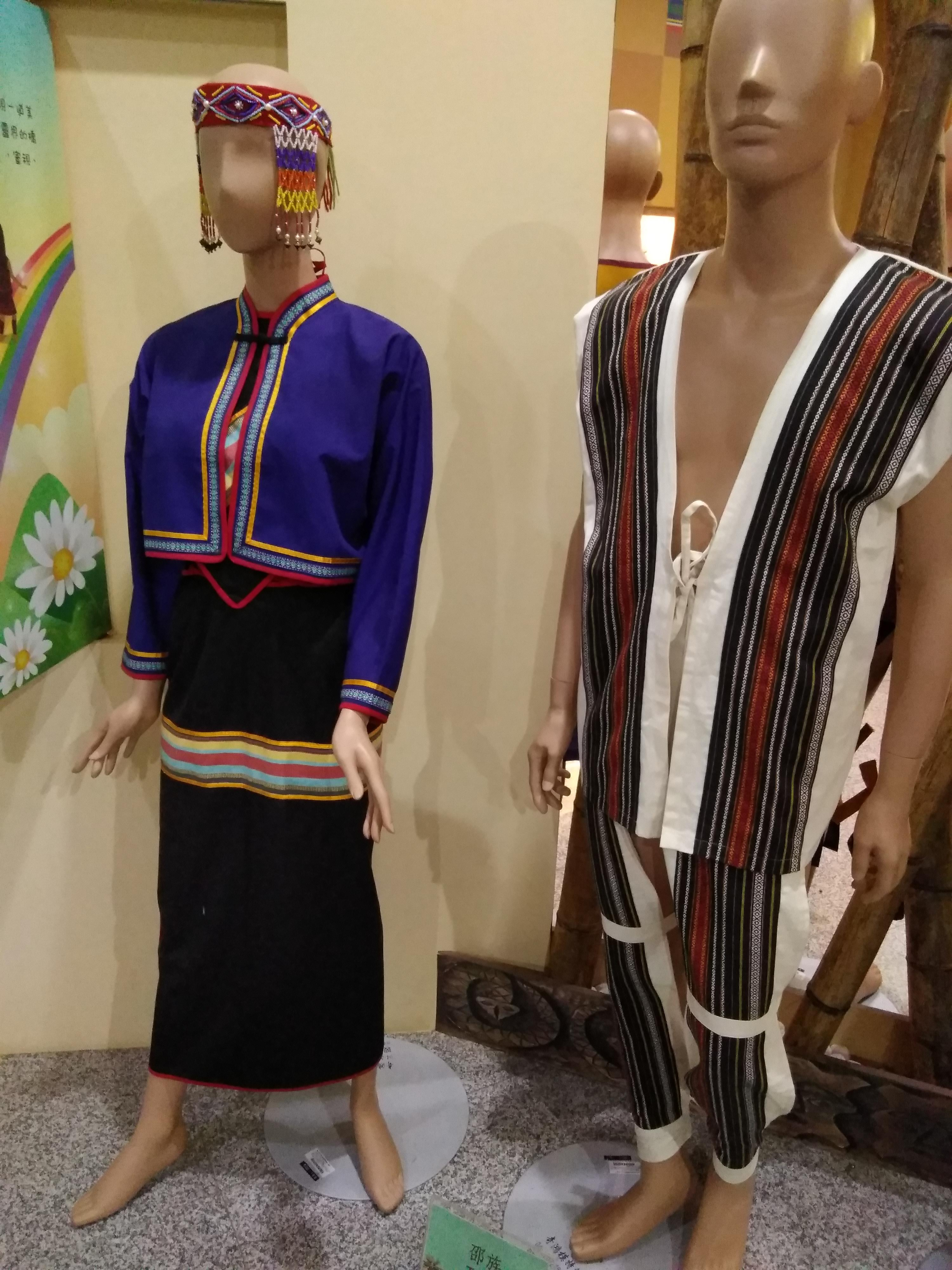
Tracht der Thao

Die Religion der Thao beruht auf dem Glauben an ihre Vorfahren. Das bedeutendste Fest im Jahr ist das Ahnenfest Anfang des achten Monats des Lunarkalenders.
Eine Besonderheit der Thao-Religion sind die aus Bambus gefertigten Ulalaluan („Ahnengeistkörbe“). In ihnen werden Kleidungs- und Schmuckstücke von Ahnen und Verstorbenen, aber auch von lebenden Familienmitgliedern aufbewahrt. Sie werden an der Wand oder auf einem Altar aufbewahrt und gelten als heilige Gegenstände, die die Familie beschützen.
Die Thao-Gesellschaft ist traditionell patrilinear organisiert, allerdings spielen weibliche Priesterinnen eine bedeutende Rolle bei der Betreuung von Ahnengeistkörben und als Mittlerinnen zwischen den Menschen und den Geistern der Ahnen.
Eine überregional bekannte musikalische Tradition der Thao sind die Stößellieder (chinesisch 杵歌 chuge oder 杵音 chuyin), bei denen der Gesang mit körperlangen Stößeln begleitet wird, die, meist von Frauen, rhythmisch auf den Boden gestampft werden. Die Lieder haben verschiedene Inhalte.
Die Thao-Sprache gehört wie alle Formosa-Sprachen zur austronesischen Sprachfamilie. Sie wird heute noch von älteren Volksangehörigen gesprochen, bei den Jungen wird sie zunehmend von den Sprachen der Mehrheitsgesellschaft, Chinesisch und Taiwanisch, verdrängt.